# Airman Battle Uniform
L'Airman Battle Uniform (ABU) è un'uniforme mimetica da combattimento; è un'uniforme che contraddistingue una forza armata, in quanto usata principalmente da United States Air Force, relativi ausiliari civili, e da alcuni dipendenti civili dello U.S. Department of Defense (DoD).

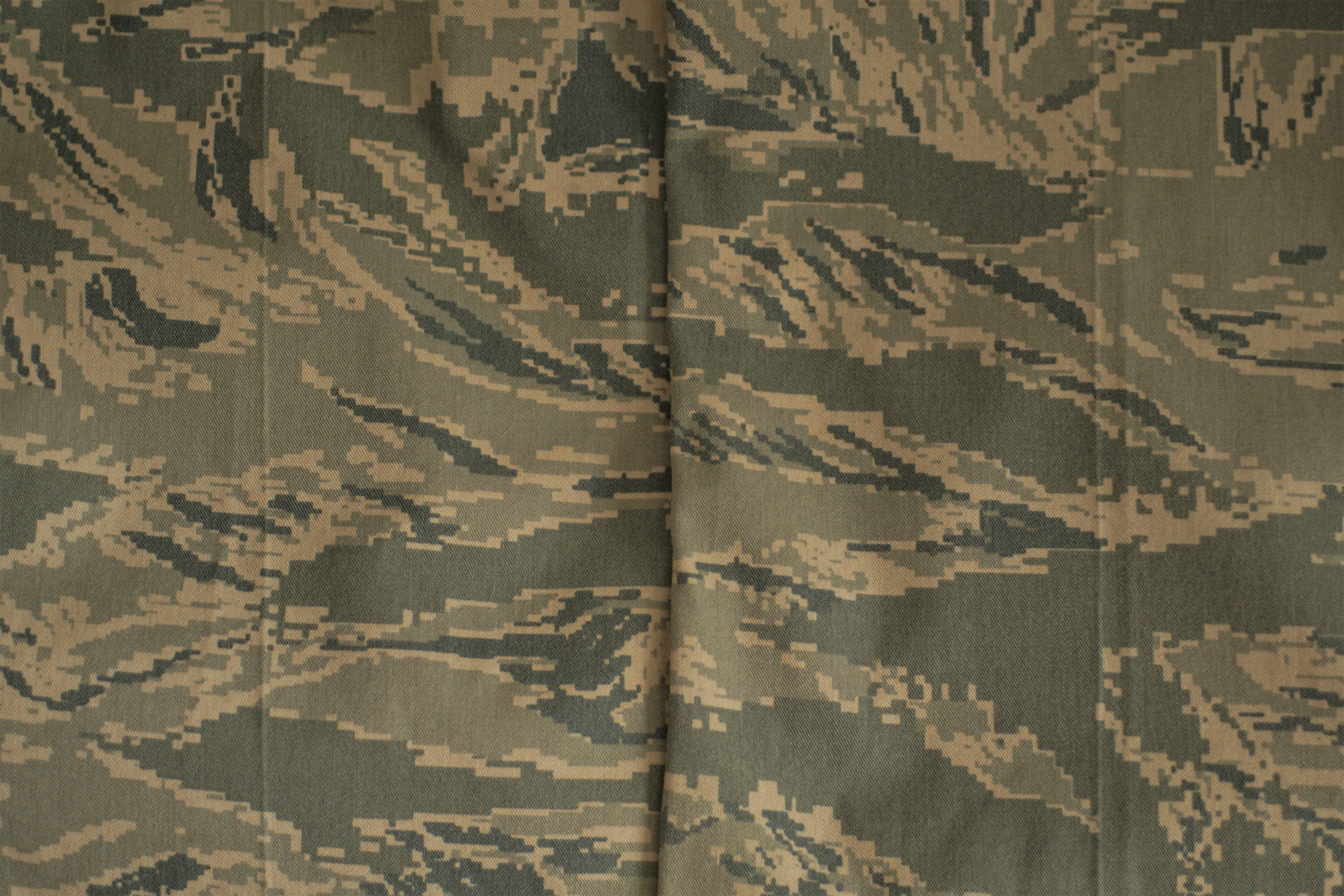
Vista ravvicinata dello schema mimetico dell'ABU

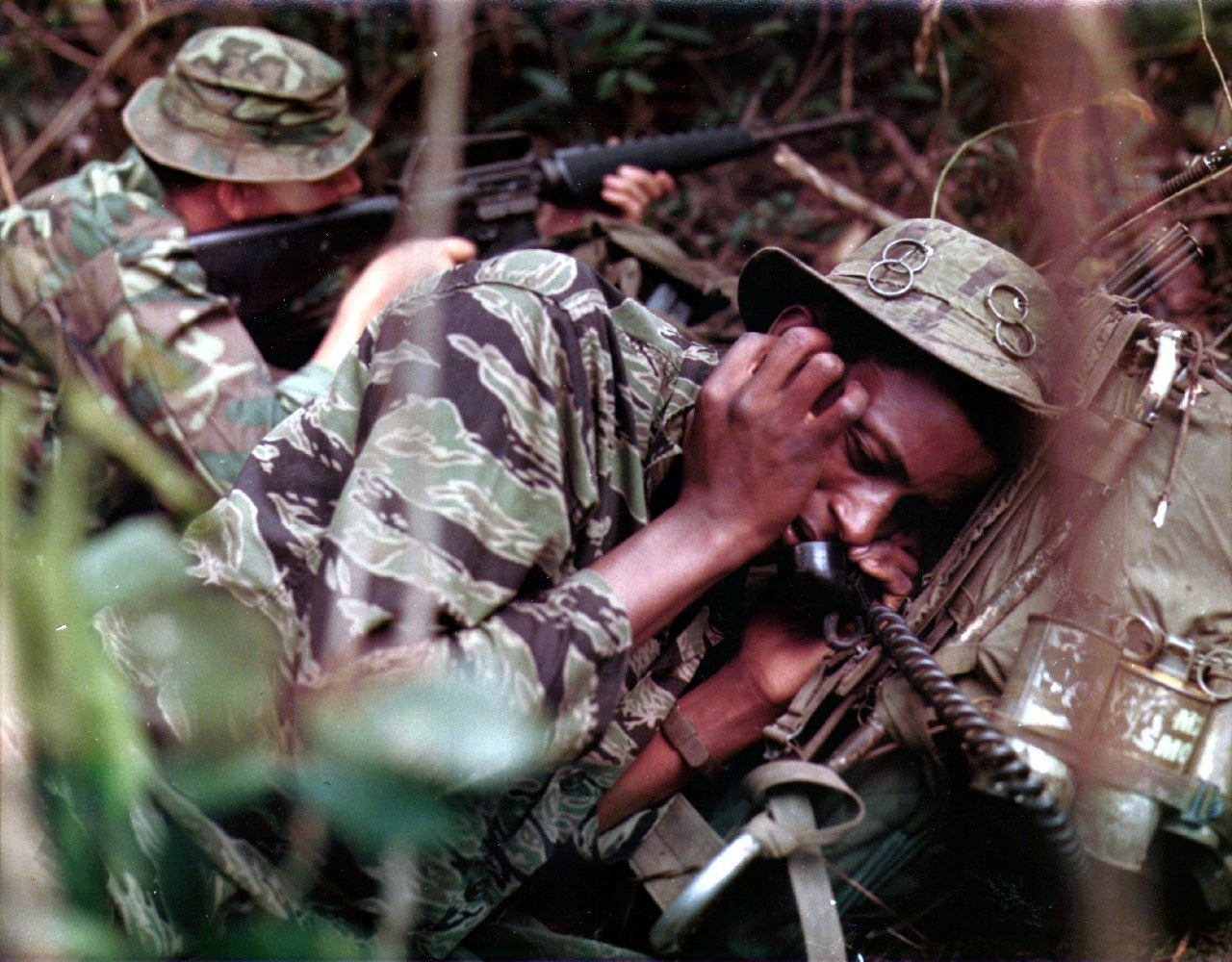
Vietnam, 1969 circa: soldati americani indossano la Tigerstripe in combattimento.

Ha sostituito la Battle Dress Uniform (BDU) il 1 novembre 2011 dopo un periodo di transizione di quattro anni.
Il 14 maggio 2018 la U.S. Air Force annunciò che tutti gli avieri sarebbero passati dall'Airman Battle Dress Uniform all'Operational Camouflage Pattern (OCP) dell'Army Combat Uniform (ACU), che l'Air Force chiama semplicemente Operational Camouflage Pattern. Tutti gli avieri sono autorizzati a portare le ACU con schema OCP dal 1 ottobre 2018, e la data in cui è prevista l'uscita di scena della ABU è il 1 aprile 2021.

## Storia

### Anni 2000

#### 2003–2006: Prototipi e test

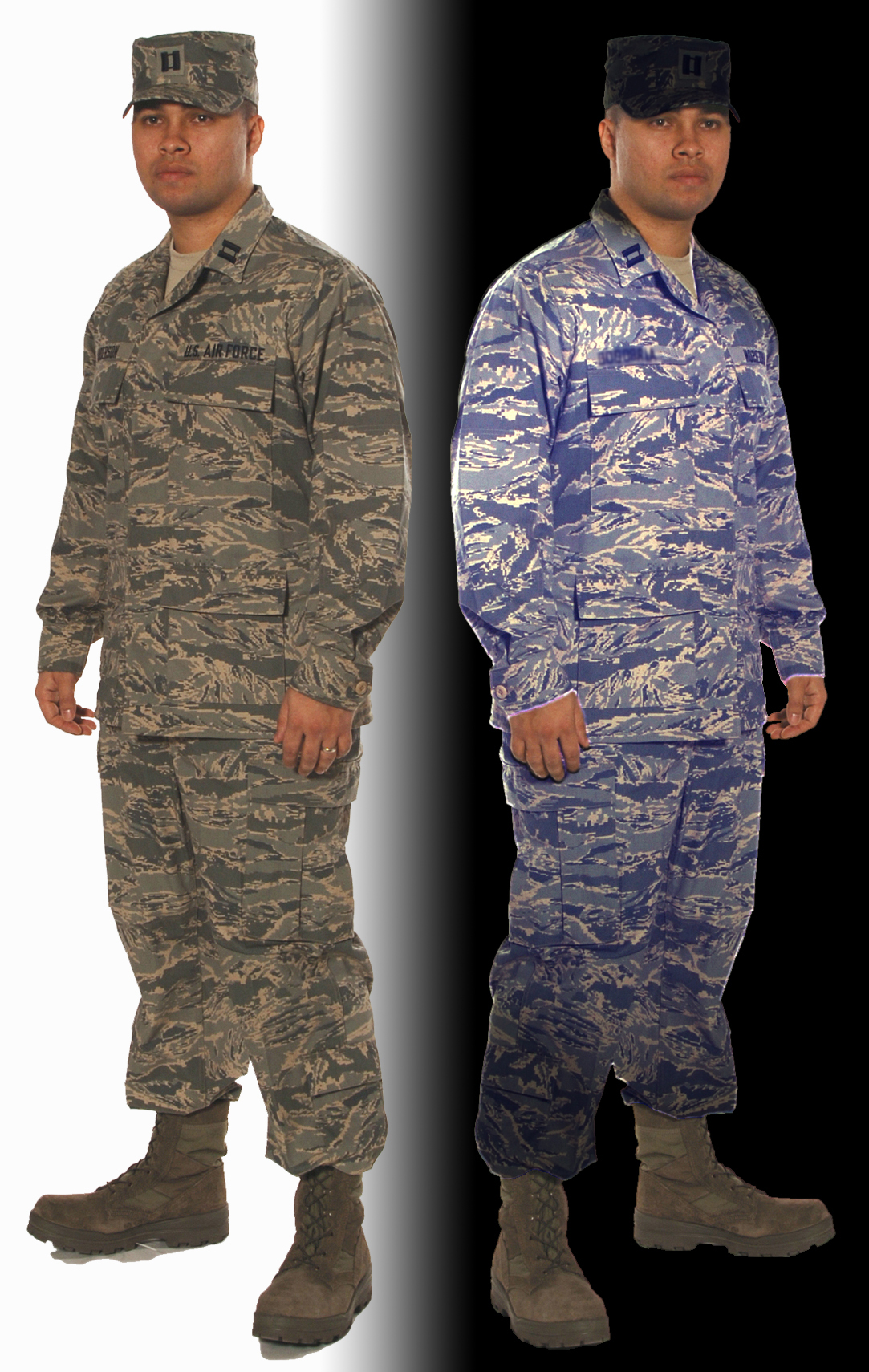
La ABU dimostra gli effetti del lavaggio con prodotti contenenti candeggianti ottici.

Il primo prototipo di ABU fu svelato nell'estate del 2003, e si basava sullo schema Tigerstripe ("a strisce di tigre") dell'era della Guerra del Vietnam. I primi prototipi di uniforme consistevano di calzoni, una maglietta ricamata, ed una casacca. Lo schema mimetico, sviluppato dalla Tiger Stripe Products partendo dal loro bestseller brevettato  Original Vietnam Tiger Stripe, era uno schema tigrato blu/grigio.
Dopo mesi di "test di indosso", la dirigenza Air Force rivide la distribuzione dei colori e lo schema mimetico in conseguenza dei pareri ricevuti dagli avieri. Il nuovo schema tigrato elementare semi-pixelizzato doveva scambiare la sua connotazione dominante blu con una tavolozza più sommessa, che avrebbe ancora contemplato qualche tono blu. Tuttavia, poche delle raccomandazioni funzionali avanzate sul campo dagli avieri furono davvero attuate nell'uniforme, che rimane molto simile nel disegno alle uniformi BDU vecchio stile. Ciò ha dato motivo a varie lamentele da parte di avieri che rientravano dal servizio in Iraq e Afganistan e avevano indossato l'Army Combat Uniform (ACU) come uniforme di assegnazione temporanea. Tra queste rimostranze:  l'incapacità della ABU di mantenere fresco chi la indossa operando in ambiente desertico a causa dello spessore del materiale (13 once, ossia circa 369 g) e di grandi tasche interne "per mappe"; mancanza di spazio per contenere oggetti; la scomodità nell'uso combinato alle protezioni balistiche d'ordinanza. Sebbene la pratica non sia ufficialmente consigliata, gli avieri possono rimuovere dalla casacca le tasche interne, poiché ciò non altera l'aspetto esteriore dell'uniforme.

#### 2007: L'ABU debutta
Il 2 ottobre 2007 l'Air Force iniziò a distribuire l'ABU alle reclute in addestramento del Basic Military Training presso Lackland AFB e fu consegnata al corso del 2012 dell'United States Air Force Academy il 26 giugno 2008, ed ora è acquistabile da tutti gli avieri. Dal 2008 è stata consegnata ad avieri dispiegati nei teatri operativi di CENTCOM, tra cui Kuwait, Iraq, e Afganistan. Il personale di altri Paesi ricevette uniformi DCU finché ve ne fu disponibilità nei magazzini. L'ABU è disponibile presso i negozi di abbigliamento militare Army and Air Force Exchange Service (AAFES). Sebbene l'Air Force abbia riconosciuto ufficialmente alcune varianti cromatiche in serie diverse delle ABU, al momento è permesso indossare tutte le varianti il problema sarà risolto in un anno, quando vengono definiti tutti gli schemi.

#### 2009: introduzione dell'Airman Battle Shirt

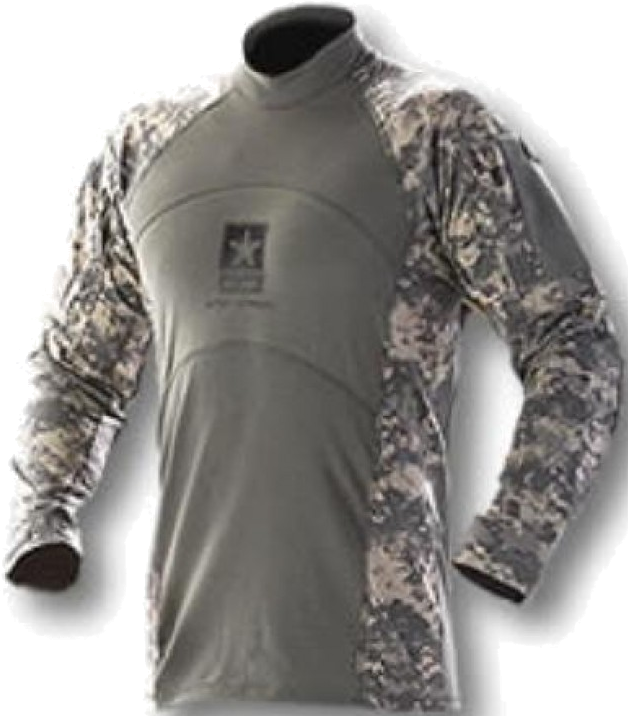
Army Combat Shirt, da cui è derivata l'Airman Battle Shirt.

A partire dal 2009, gli avieri dispiegati o addestrati per il dispiegamento ricevettero la nuova Airman Battle Shirt (ABS). L'ABS fu sviluppata da Massif Mountain Gear, partendo dall'Army Combat Shirt (ACS). Come l'ACS, l'ABS è una camicia a sé stante progettata specificamente per essere usata con la protezione balistica Improved Outer Tactical Vest nei climi caldi e torridi. Ha lo scopo di migliorare notevolmente il comfort attraverso l'uso di tessuti leggeri, in grado di dissipare l'umidità, e traspiranti. Poiché è distribuito solo ad avieri dispiegati o dispiegati in precedenza, non è autorizzato l'impiego dell'ABS al di fuori delle zone di dispiegamento. L'ABS adopera sulle maniche lo stesso schema tigrato impiegato dall'ABU.

### Anni 2010
Nel 2010 fu autorizzato il MultiCam come sostituzione dello schema ABU nell'Airman Battle System-Ground della Guerra in Afganistan da parte delle forze di terra dell'Air Force.
Nel giugno 2011 The Air Force Times annunciò che dal 2012 sarebbe stata disponibile un'ABU adattata alla stagione estiva. L'Improved Airman Battle Uniform sarà costituita da un misto 50-50 nylon-cotone, e nello stesso materiale adoperato dell'esercito per l'ACU. Proprio come l'ABU, la IABU è lavabile in lavatrice ed anche anti-grinze. Il Chief of Staff of the United States Air Force Norton A. Schwartz diede l'approvazione a giacca e pantaloni IABU che saranno disponibili in primo luogo agli allievi del Basic Military Training. Non sarà fatto alcuno sconto speciale alle truppe poiché non sono obbligate a comprare l'uniforme, anche se costerà circa lo stesso dell'attuale ABU.
L'ABU divenne obbligatoria (sostituendo completamente BDU e DCU) il 1 ottobre 2011, che segnava l'inizio dell'anno fiscale 2012, benché a quel punto la maggior parte degli avieri stesse già portando l'ABU da diversi anni.
Nel maggio 2012 l'Air Force cambiò nome all'ABU, chiamandola RABU (Rip-stop Airman Battle Uniform).

#### 2016: La Civil Air Patrol adotta l'ABU
L'organizzazione ausiliaria civile dell'Air Force, la Civil Air Patrol, sperimentò la vestibilità dell'ABU verso la fine del 2015. Nel maggio successivo il comandante nazionale della Civil Air Patrol emanò un memorandum che permetteva l'impiego dell'ABU con effetto 15 giugno 2016. Però, su questa uniforme si usa il blu scuro per le strisce portanome (con scritte bianche) e sul tessuto dei distintivi (simile a quello adoperato dall'USAF negli anni 1970) e scarponi neri per distinguere il personale CAP (da quello militare).

#### 2018: L'Air Force passa all'Operational Camouflage Pattern
Dal 1 ottobre 2018 tutti gli avieri sono autorizzati ad indossare l'Operational Camouflage Pattern al posto dell'ABU. Dal 1 ottobre 2019 le reclute sottoposte al basic training, i cadetti dell'Air Force Reserve Officer Training Corps, e Officer Training School inizieranno a ricevere le OCP. L'Airman Battle Uniform non sarà più ammessa a partire dal 1 aprile 2021.

## Caratteristiche ed attributi

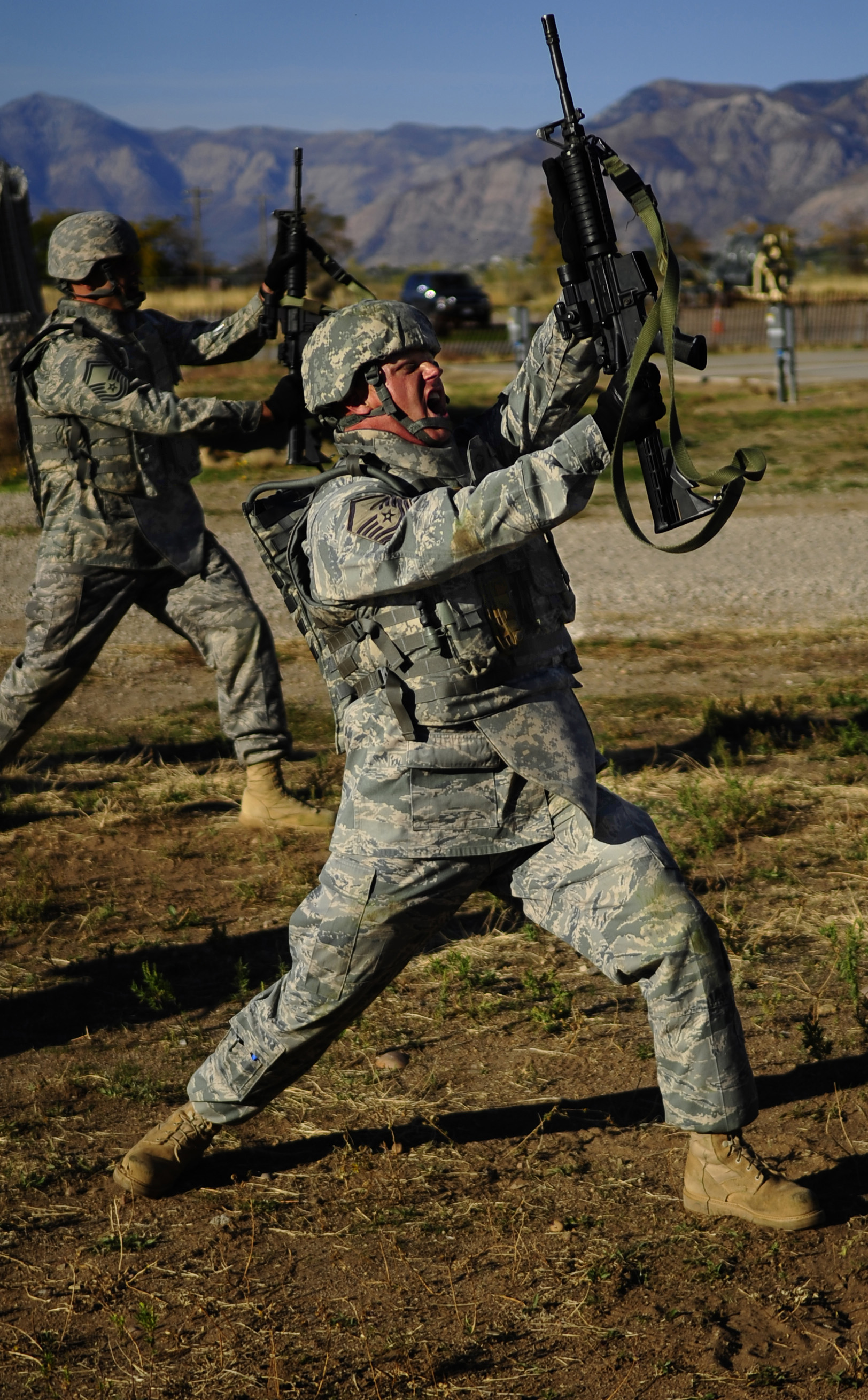
Militari dell'US Air Force nel 2010 indossano la Airman Battle Uniform.

L'Airman Battle Uniform è cromaticamente simile alla Universal Camouflage Pattern (UCP), con l'aggiunta del blu ardesia, ma a parte questo identica alla configurazione BDU. L'ABU va portata con gli anfibi a bassa manutenzione scamosciati verde salvia. L'ABU non ha alcune caratteristiche della U.S. Army ACU, come le tasche oblique/inclinate, tasche sulle maniche, punti di attacco e chiusure con gancio e anello, dorso a soffietto, colletto alla coreana, eccetera.
Ad ogni modo l'ABU possiede effettivamente qualità essenziali NIR (near-infra red, per ridurre al minimo la silhouette infrarossa). È permesso portarla con le maniche arrotolate. Il rilevante peso del materiale, assieme agli strati multipli usati per ricavare le tasche interne, trattengono il calore più di quanto facciano la ABU o la BDU nei climi roventi coma quello mediorientale. In una nuova versione della casacca ABU sono stati tolti gli strati multipli e le tasche interne.
Ecco un quadro d'insieme dell'Airman Battle Uniform:
- Copricapo
  - La forma del berretto da pattuglia rimane la stessa, compresi i fori di sfiato cuciti al posto del foro di sfiato con occhiello.
  - Il boonie hat (cappello con tesa che circonda tutta la testa) è disponibile per la ABU, da usarsi solo in teatri operativi.
  - I berretti da baseball di reparto (ad esempio, di squadriglia, gruppo o stormo) non sono autorizzati (fatta eccezione per bush hat autorizzati, baschi e RED HORSE).
  - Berretti di filato (simili a passamontagna) verde salvia per le guarnigioni in climi freddi e teatri operativi con il parka All Purpose Environmental Clothing System (APECS).
  - Il berretto di pile della ACU dell'esercito fu autorizzato nel 2010.
- T-shirt color sabbia (cotone, misto cotone, ignifugo o materiale traspirante)
- Le T-shirt di reparto si possono portare di venerdì per elevare il morale, ma a discrezione del comando. È un cambiamento introdotto con una revisione di AFI36-2903 nel 2014.
- Casacca
  - Tutti i distintivi, compresi quelli di specializzazione (brevetti di volo, insegne di abilitazione, ecc.), sono ricamati in filo blu-notte su sottofondo grigio cemento con l'eccezione dei distintivi di grado da Sottotenente e da Maggiore, che contengono filo marrone.
  - I nastri con il nome e la forza armata sono ricamati in filo blu notte su nastri di sottofondo dell'ABU.
  - Gli stemmi (ad esempio, MAJCOM, stormo, gruppo, squadriglia, eccetera) non si portano con la ABU, fatta eccezione per distintivi aeronautici e da cappellano, oltre agli scudetti di servizio di Security Forces e Fire Protection; ad ogni modo i distintivi di specializzazione (fino a 3) sono permessi e consigliati.
  - 2 tasche interne per mappe (che è consentito togliere, e che non ci sono più nei capi di produzione attuale).
  - Tasca per penne sulla manica sinistra (alloggiamenti per due penne).
  - Non sono permessi altri distintivi — tranne quello da comandante.
- Sono disponibili per l'ABU indumenti esterni, quali il parka APECS e giacche impermeabili.
  - La giacca in pile verde salvia adesso è autorizzata come capo esterno.[18]
- Cintura di Rigger, sabbia
- Calzoni
  - Elastico in vita
  - Tasche aggiuntive dentro alle tasche "cargo" sulle cosce
  - Due tasche cargo sui polpacci
  - Sacche per attrezzi sulle tasche ai polpacci (con due tasche per penne sulla tasca destra)
- Gli anfibi sono verde salvia rifiniti al grezzo 
  - Tali scarponi sono prodotti da diverse industrie (Belleville, Corcoran, Bates, Danner, Rocky, Converse, Rockport, eccetera).
  - Calzini del colore degli anfibi.[19]

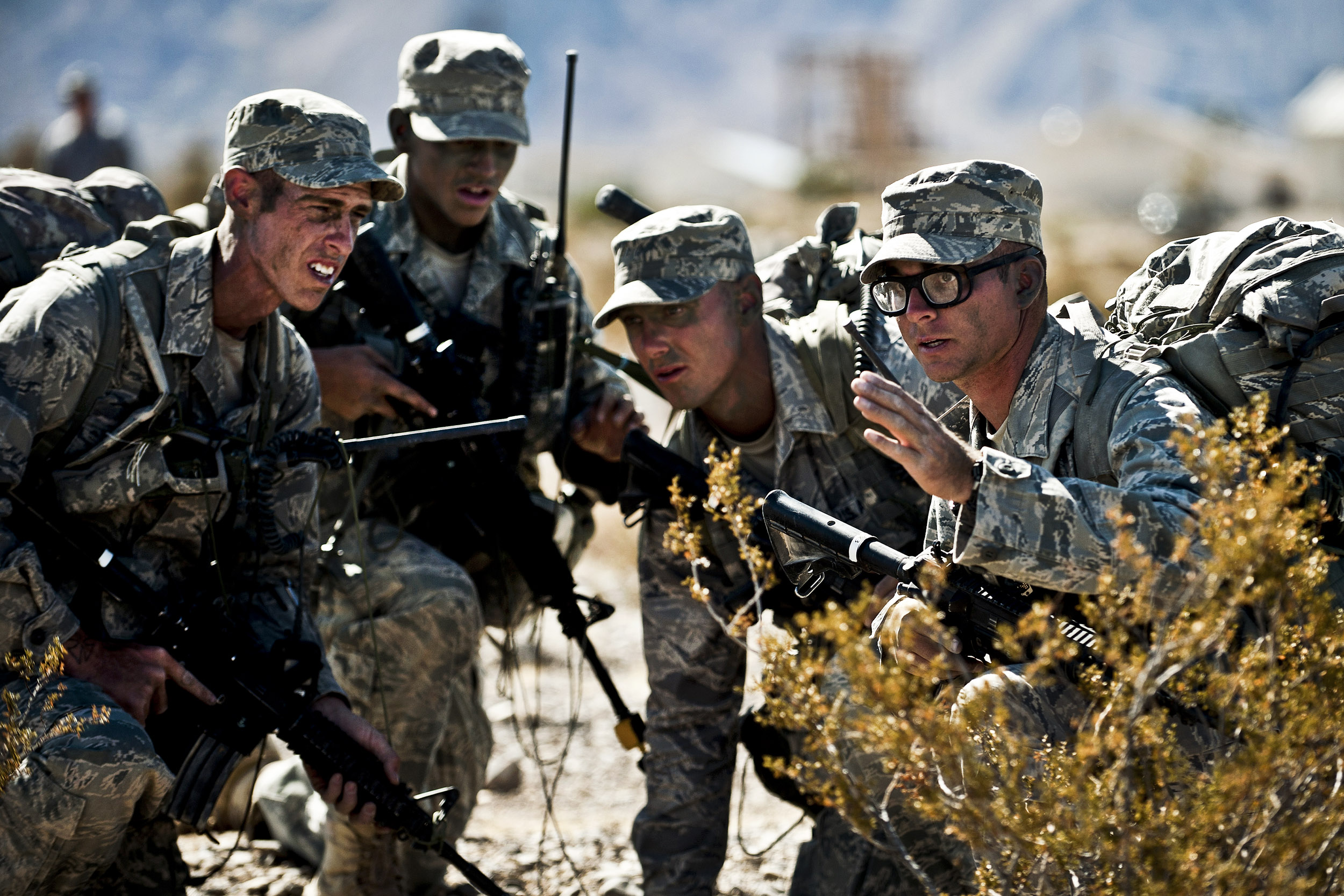
Avieri USA con le ABU in un'esercitazione del 2011.

L'ABU si può scegliere in 236 configurazioni di taglia sia maschili sia femminili che sono offerte solo per clima temperato. Inoltre, la sua finitura a stampa permanente comporta che l'uniforme non può essere inamidata, pressata o lavata a secco. Gli aviatori possono estrarre l'ABU dall'asciugatrice e indossarla senza ulteriori trattamenti. Eventuali ulteriori trattamenti ridurrebbero l'efficacia dell'uniforme e comprometterebbero le sue caratteristiche NIR.
Non è consentito mescolare schemi mimetici con la ABU tranne nei teatri operativi come l'Area of Responsibility (AOR) dello U.S. Central Command (USCENTCOM), o quando sono autorizzati accessori ACU o di mascheramento campale, come sacche per caricatori/attrezzi, protezioni balistiche personali, coperture per l'elmetto, protezioni per ginocchia/gomiti. Ult8eriore eccezione a queste direttive è il parka ECWCS (Extended Cold Weather Clothing System) in Gore-Tex, che si può indossare sull'ABU con l'autorizzazione del comandante di installazione. Nella USCENTCOM AOR sono permessi solo l'AF APECS Parka o il DCU Gore-Tex. Zaini ed altri accessori devono essere color salvia, nero, o nello schema ABU. Poiché molti accessori non sono realizzati specificamente in ABU, sono concessi accessori con schema ACU.

## Critiche
Gli avieri generalmente non apprezzano le tasche "da mappa" all'interno della casacca perché sono difficilmente raggiungibili senza sbottonare la camicia, sono mal posizionate per via del sudore, e di fatto sono l'ennesimo strato aggiunto ad un'uniforme già pesante. Le casacche di nuova produzione non presentano più tali tasche.
Malgrado le migliorie come i tessuti "lava e indossa" ed una migliore schermatura NIR, l'uniforme continua ad avere problemi conosciuti. Una delle lamentele più frequenti è che l'uniforme è troppo calda per l'uso nei climi torridi. Nel 2008, in reazione ai rilievi sull'Airman Battle Uniform troppo pesante e calda, il  Aeronautical Systems Squadron  (USAF) di Brooks City-Base annunciò l'intenzione di passare ad un tessuto più leggero e traspirante nella sezione casacca dell'ABU. La pesante fibra originale nylon/cotone fu sostituita da un più leggero popeline nylon/cotone. Verrà fornito dando la precedenza ai reparti impegnati in Medio Oriente ed altri teatri dal clima soffocante.
Una seconda critica è che gli anfibi scamosciati si danneggiano troppo facilmente e sono impossibili da pulire se entrano in contatto con grasso, olio o altri prodotti petroliferi. Nel 2011 per risolvere questi problemi fu autorizzato per tutti gli avieri un nuovo modello di stivali "Maintainer", in pelle pieno fiore.
Ancora, l'uniforme è stata criticata per non essere riuscita ad incorporare se non le caratteristiche più superficiali adottate nell'ACU e nella Marine Corps Combat Utility Uniform (MCCUU). Lo schema tigrato semi-digitalizzato è stato criticato perché inefficace e poco realistico. Queste osservazioni furono affrontate in una lettera aperta che il produttore, Tiger Stripe Products, rivolse ai militari USAF, in cui lo sviluppatore conveniva sulle critiche, ma ne addossava la responsabilità sui vertici dell'USAF.
Per un periodo, gli avieri schierati nel Sudest Asiatico abbandonarono le ABU in favore delle DCU poiché le ABU non erano adatte a climi dal caldo tanto intenso. Però dal 1 novembre 2011 la DCU fu ufficialmente dismessa e non più autorizzata in alcun teatro operativo.
Dal 1 febbraio 2012 l'ABU non è più autorizzata in Afganistan, benché ancora usata da alcuni avieri. Per uniformità con 
esercito e marina, e ravvisata la necessità di confondersi meglio con il paesaggio e fornire un'uniforme più leggera e fresca nell'ambiente desertico, l'Air Force approvò e adottò l'Operation Enduring Freedom Camouflage Pattern (OCP), o Multicam per il personale impiegato in Afganistan. L'ABU è indossata ancora fuori dall'Afganistan, come del resto il Multicam non è stato autorizzato fuori dal contesto afgano. Tuttavia alcune unità di AFSOC e ACC iniziarono ad usare l'uniforme Multicam/Scorpion W2 in guarnigione ed anche per ordine di comandanti locali, e AFCENTCOM ribattezzò ufficialmente quella tenuta come "Airman Combat Uniform" nel supplemento agosto 2017 di AFI 36-2903 Dress and Appearance.
Poiché la normativa DoD prescrive per certe AFSC (specializzazioni aeronautiche) che le uniformi non fondano quando sono a contatto con il fuoco o con la corrente ad alto voltaggio, c'é una variante in cotone (dal 2010) per personale antincendio, elettricisti, meccanici che lavorano con la corrente elettrica per HVAC, e diverse altre specializzazioni. Questa versione consiste di giacca e pantaloni ABU 100% cotone che è certificata NFPA 1975 Standards for Station/Work Uniforms for Emergency Services (2009 edition) da Underwriters Laboratories. Ulteriore caratteristica di questa NFPA ABU è la mancanza delle "tasche da mappa" interne (un particolare dell'ABU frequentemente contestato). Su autorizzazione dei comandanti di unità la NFPA ABU può essere portata dal personale che ha bisogno di tessuto che ritarda la fiamma. Questo tessuto rispetta anche le specifiche NIR. C'é un'altra versione dell'ABU 100% cotone che non è più prodotta ma è disponibile in quantità limitate per taglie maschili e femminili, ma è una versione che non ritarda la fiamma. Poiché le NFPA ABU sono in puro cotone, non hanno neppure lontanamente la durevolezza delle ABU normali, né sono "lava e indossa", ma sono molto più fresche nei climi equatoriali.

## Utilizzatori
- : United States Air Force, in via di graduale sostituzione con le ACU a schema OCP.[22][23] Usata anche dalla Civil Air Patrol[13][14] e da alcuni dipendenti DoD civili.[24]
- : Usata dalle compagnie Chernihiv, Ternopil e dal reggimento Kyiv.[25][26][27]